# Jovanka Kalić
Jovanka Kalić (en serbe cyrillique : Јованка Калић ; née le 15 septembre 1933 à Belgrade) est une historienne serbe, spécialiste de l'histoire du Moyen Âge. Elle est membre de l'Académie serbe des sciences et des arts.

## Biographie
Jovanka Kalić est née à Belgrade le 15 septembre 1933, dans l'ancien Royaume de Yougoslavie. En 1956, elle obtient son diplôme au département d'histoire de la Faculté de philosophie de l'université de Belgrade ; entre 1958 et 1961, elle assistante à l'Institut d'histoire à et, en 1961, elle commence à travailler comme assistante à la Faculté de philosophie de l'université de Belgrade dans le Département d'histoire générale du Âge. En 1964, elle soutient sa thèse de doctorat intitulée Beograd u srednjem veku (Belgrade au Moyen Âge) et publiée en 1967 par la Srpska književna zadruga. En 1970, elle devient professeur assistant et, en 1976, professeur en titre à l'université de Belgrade. Après la mort d'Ivan Božić, elle a été élue chef du Département d'histoire générale. Le Comité international des sciences historiques (CISH) lui a confié un projet sur l'histoire byzantine, dans la section d'histoire byzantine de la Yougoslavie.
Jovanka Kalić a participé à de nombreuses conférences scientifiques et, en tant qu'invitée, a donné des conférences dans de nombreuses universités comme l'université Stanford, l'université de Californie à Santa Barbara et l'université de Californie à Los Angeles, l'université de Varsovie, l'université du Salento, l'université d'Augsbourg, l'université de Münster, l'université de Graz et l'université de Vienne. 
Elle a été élue membre correspondant de l'Académie serbe des sciences et des arts en 1994 et membre de plein droit en 2009,.

## Vie privée
Depuis son mariage, Jovanka Kalić est également connue sous le nom de Jovanka Kalić-Mijušković (Јованка Калић-Мијушковић).

## Récompenses
Jovanka Kalić a reçu le prix d'octobre de la ville de Belgrade en 1967 et 1974 et le prix du Fonds Radovan Samardžić pour son ouvrage Srbi u poznom srednjem veku (Les Serbes à la fin du Moyen Âge) en 1996, ; cet ouvrage a été réédité en 2001 et 2012.

## Ouvrages et contributions
- (sr) Jovanka Kalić, Beograd u srednjem veku [« Belgrade au Moyen Âge »], Belgrade, Srpska književna zadruga, 1967, 503 p. (lire en ligne)
- (sr) Jovanka Kalić, « Raški veliki župan Uroš II » [« Le grand župan de Rascie Uroš II »], Zbornik radova Vizantološkog instituta, vol. 12,‎ 1970, p. 21-39 (lire en ligne)
- (sr) Jovanka Kalić, « Podaci Abu Hamida o prilikama u Južnoj Ugarskoj sredinom XII veka » [« Les données d'Abu Hamid sur la situation dans le sud de la Hongrie au milieu du XIIe siècle »], Zbornik za istoriju, Matica srpska, vol. 3-4,‎ 1971, p. 25-37 (lire en ligne)
- (sr) Jovanka Kalić, « Iz istorije Prijepolja i Trgovišta u XV veku » [« De l'histoire de Prijepolje et de Trgovište au XVe siècle »], Simpozijum Seoski dani Sretena Vukosavljevića, no 4,‎ 1976, p. 141-151
- (sr) Jovanka Kalić, « Ras u srednjem veku: Pravci istraživanja » [« Ras au Moyen Âge : voies de recherche »], Novopazarski zbornik, Novi Pazar, no 4,‎ 1977, p. 55-61 (lire en ligne)
- (sr) Jovanka Kalić, « Naziv Raška u starijoj srpskoj istoriji (IX-XII vek) » [« Le nom de la « Raška » dans l'histoire serbe la plus ancienne (IXe – XIIe siècles) »], Zbornik Filozofskog fakulteta, Naučno delo, vol. 14, no 1,‎ 1979, p. 79-92 (lire en ligne)
- (sr) Jovanka Kalić, Istorija srpskog naroda : Od najstarijih vremena do Maričke bitke (1371) [« Histoire du peuple serbe : Des temps les plus reculés jusqu'à la bataille de la Maritsa »], vol. 1, Belgrade, Srpska književna zadruga, 1981 (lire en ligne), « Srpski veliki župani u borbi s Vizantijom (Les grands župans serbes dans la lutte contre Byzance) », p. 197-211
- (sr) Jovanka Kalić, Istorija srpskog naroda : Od najstarijih vremena do Maričke bitke (1371) [« Histoire du peuple serbe : Des temps les plus reculés jusqu'à la bataille de la Maritsa »], vol. 1, Belgrade, Srpska književna zadruga, 1981 (lire en ligne), « Borbe i tekovine velikog župana Stefana Nemanja Les luttes et les réalisations du grand župan Stefan Nemanja) »
- (sr) Jovanka Kalić, Istorija srpskog naroda : Doba borbi za očuvanje i obnovu države (1371-1537) [« Histoire du peuple serbe : L'ère des luttes pour la préservation et la reconstruction de l'État (1371-1537) »], vol. 2, Belgrade, Srpska književna zadruga, 1982 (lire en ligne), « Veliki preokret (Le grand revirement) », p. 64-74
- (sr) Jovanka Kalić, Istorija srpskog naroda : Doba borbi za očuvanje i obnovu države (1371-1537) [« Histoire du peuple serbe : L'ère des luttes pour la préservation et la reconstruction de l'État (1371-1537) »], vol. 2, Belgrade, Srpska književna zadruga, 1982 (lire en ligne), « Nemirno doba (Un temps mouvementé) », p. 75-87
- (sr) Jovanka Kalić, Istorija srpskog naroda : Doba borbi za očuvanje i obnovu države (1371-1537) [« Histoire du peuple serbe : L'ère des luttes pour la préservation et la reconstruction de l'État (1371-1537) »], vol. 2, Belgrade, Srpska književna zadruga, 1982 (lire en ligne), « Snaženje Despotovine (Le renforcement du despotat) », p. 88-99
- (sr) Jovanka Kalić, Istorija srpskog naroda : Doba borbi za očuvanje i obnovu države (1371-1537) [« Histoire du peuple serbe : L'ère des luttes pour la préservation et la reconstruction de l'État (1371-1537) »], vol. 2, Belgrade, Srpska književna zadruga, 1982 (lire en ligne), « Doba prividnog mira (Un temps de paix apparente) », p. 205-217
- (sr) Momčilo Spremić et Jovanka Kalić, Istorija srpskog naroda : Doba borbi za očuvanje i obnovu države (1371-1537) [« Histoire du peuple serbe : L'ère des luttes pour la préservation et la reconstruction de l'État (1371-1537) »], vol. 2, Belgrade, Srpska književna zadruga, 1982 (lire en ligne), « Sultan Mehmed II Osvajač i Srbija (Le sultan Mehmed II le Conquérant et la Serbie) », p. 289-302
- (sr) Jovanka Kalić, « Niš u srednjem veku » [« Niš au Moyen Âge »], Istorijski časopis, Belgrade, Institut d'histoire, no 31,‎ 1984, p. 5-40 (lire en ligne)
- (sr) Jovanka Kalić, « Kneginja Marija » [« La princesse Marija »], Zograf: Časopis za srednjovekovnu umetnost, Belgrade, Galerija fresaka, no 17,‎ 1986, p. 21-35 (lire en ligne)
- (sr) Jovanka Kalić, « Stolno mesto Srbije » [« La capitale médiévale de la Serbie »], Novopazarski zbornik, Novi Pazar, no 12,‎ 1988, p. 13-22 (lire en ligne)
- (sr) Jovanka Kalić, « Prokopijeva Arsa », Zbornik radova Vizantološkog instituta (Revue des travaux de l'Institut d'études byzantines), Belgrade, Naučno delo, vol. 27-28,‎ 1989, p. 9-17 (lire en ligne)
- (sr) Jovanka Kalić, Srbi u poznom srednjem veku [« Les Serbes à la fin Moyen Âge »], Belgrade, Balkanološki institut (1re édition), 1994, 213 p. (ISBN 9788671790192, lire en ligne)
  - (sr) Jovanka Kalić, Srbi u poznom srednjem veku [« Les Serbes à la fin Moyen Âge »], Belgrade, Istorijski institut (2de édition), 2001, 243 p. (ISBN 9788635504902, lire en ligne)
  - (sr) Jovanka Kalić, Srbi u poznom srednjem veku [« Les Serbes à la fin Moyen Âge »], Belgrade, Zavod za udžbenike (3e édition), 2012, 279 p. (ISBN 9788617170507, lire en ligne)
- (sr) Jovanka Kalić, « Srpska crkva u srednjovekovnom Rasu » [« L'Église serbe du Ras médiéval »], Novopazarski zbornik, Novi Pazar, no 18,‎ 1994, p. 7-11 (lire en ligne)
- (sr) Jovanka Kalić, « Predturska istorija Novog Pazara » [« L'histoire pré-ottomane de Novi Pazar médiéval »], Novopazarski zbornik, Novi Pazar, no 19,‎ 1995, p. 301-304 (lire en ligne)
- (en) Jovanka Kalić, The Serbian Questions in The Balkans [« La Question serbe dans les Balkans »], Belgrade, Faculté de géographie de l'université de Belgrade, 1995 (ISBN 9788682657019, lire en ligne), « Rascia - The Nucleus of the Medieval Serbian State (Rascie - Le noyau de l'État serbe médiéval) », p. 147-155
- (sr) Jovanka Kalić, « Župan Beloš » [« Le župan Beloš »], Zbornik radova Vizantološkog instituta (Revue des travaux de l'Institut d'études byzantines), Belgrade, Naučno delo, vol. 36,‎ 1997, p. 63-81 (lire en ligne)
- (sr) Jovanka Kalić, « Preteče Žiče: krunidbena mesta srpskih vladara » [« Avant Žiča : les lieux de couronnement des souverains serbes »], Istorijski časopis, Belgrade, Istorijski institut, no 44,‎ 1998, p. 77-87 (lire en ligne)
- (sr) Jovanka Kalić, « Evropa i Srbi u XII veku » [« L'Europe et les Serbes au XIIe siècle »], Glas SANU, no 34 (10),‎ 1998, p. 95-108
- (sr) Jovanka Kalić, « Dva carstva u srpskoj istoriji XII veka » [« Deux empires dans l'histoire serbe du XIIe siècle »], Zbornik radova Vizantološkog instituta (Revue des travaux de l'Institut d'études byzantines), Belgrade, Naučno delo, vol. 38,‎ 2000, p. 197-204 (lire en ligne)
- (sr) Jovanka Kalić, « Raška istraživanja » [« Raška, recherches »], Istorijski časopis, Belgrade, Istorijski institut, no 47,‎ 2002, p. 11-24 (lire en ligne)
- (sr) Jovanka Kalić, « Beograd u XII veku: Tvrđava-grad-polis » [« Belgrade au XIIe siècle : forteresse, ville, polis »], Zbornik radova Vizantološkog instituta (Revue des travaux de l'Institut d'études byzantines), Belgrade, Naučno delo, vol. 40,‎ 2003, p. 91-96 (lire en ligne [PDF])
- (sr) Jovanka Kalić, « Raška kraljevina: Regnum Rasciae » [« Le royaume de Rascie : Regnum Rasciae »], Zbornik radova Vizantološkog instituta (Revue des travaux de l'Institut d'études byzantines), Belgrade, Naučno delo, vol. 41,‎ 2004, p. 183-189 (lire en ligne [PDF])
- (sr) Jovanka Kalić, Evropa i Srbi : Srednji vek [« L'Europe et la Serbie : le Moyen Âge »], Istorijski Institut, 2006, 711 p. (ISBN 9788677430580, lire en ligne)
- Jovanka Kalić, « La Serbie et l'Italie au XIIe siècle », Glas SANU, no 404 (13),‎ 2006, p. 85-94
- (sr) Jovanka Kalić, « Srpska država i Ohridska arhiepiskopija u XII veku » [« L'État serbe et l'archevêché d'Ohrid au XIIe siècle »], Zbornik radova Vizantološkog instituta (Revue des travaux de l'Institut d'études byzantines), Belgrade, Naučno delo, vol. 44,‎ 2007, p. 197-208 (lire en ligne [PDF])
- (sr) Jovanka Kalić, « Država i crkva u Srbiji XIII veka » [« L'État et l'Église en Serbie au XIIIe siècle »], Zbornik radova Vizantološkog instituta (Revue des travaux de l'Institut d'études byzantines), Belgrade, Naučno delo, vol. 46,‎ 2009, p. 129-137 (lire en ligne [PDF])
- (sr) Jovanka Kalić, « Stara Raška » [« La vieille Rascie »], Glas SANU, no 414 (15),‎ 2010, p. 105-114
- (sr) Jovanka Kalić, Manastir Svetog Đorđa u Rasu [« Le Monastère Saint-Georges de Ras »], Académie serbe des sciences et des arts, 2011 (lire en ligne), « Na tragovima Vojislava J. Đurića (Sur les traces de Vojislav Đurić) », p. 101-108
- (sr) Jovanka Kalić, « Episkopski gradovi Srbije u srednjem veku » [« Les villes épiscopales de Serbie au Moyen Âge »], Zbornik radova Vizantološkog instituta (Revue des travaux de l'Institut d'études byzantines), Belgrade, Naučno delo, vol. 50, no 1,‎ 2013, p. 433-447 (lire en ligne [PDF])
- (en) Jovanka Kalić, « The First Coronation Churches of Medieval Serbia », Balcanica, no 48,‎ 2017, p. 7-18 (lire en ligne [PDF])
- (en) Jovanka Kalić, « Information about Belgrade in Constantine VII Porphyrogenitus », Balcanica, no 50,‎ 2019, p. 33-38 (lire en ligne [PDF])